# Stefano Massaron
Stefano Massaron (Milano, 14 luglio 1966) è uno scrittore italiano.

## Biografia
Inizia a studiare pianoforte per seguire le orme del padre compositore ma, dopo la morte di quest'ultimo, rinuncia allo strumento: la sua passione per la musica, in particolare per le opere di Richard Wagner, sarà un riferimento nel suo romanzo d'esordio, Residui.
Dopo il primo anno di università, incoraggiato da Vittorio Curtoni, inizia l'attività di traduttore e di consulente editoriale. Appassionato di narrativa horror e fantascientifica, pubblica i primi articoli su Stephen King alla fine degli anni Ottanta e, poco dopo, i primi racconti brevi.
Da quel momento in poi, traduce racconti e romanzi di vari scrittori, tra cui Poul Anderson, James Ballard, Jonathan Coe, Jeffery Deaver, Joe Lansdale, S. S. Van Dine, Cornell Woolrich.
Dopo un romanzo scritto sotto pseudonimo e distribuito in  edicola, pubblica i libri per ragazzi Nel Regno di Aleynadh per De Agostini e il successivo DoppioClic per Walt Disney, che gli vale nel 2001 il Premio Selezione Bancarellino. Nel 1996 partecipa all'antologia Gioventù Cannibale, curata da Daniele Brolli e pubblicata da Einaudi con il racconto Il rumore  e nel 1998 pubblica il suo primo romanzo, Residui, per la casa editrice Addictions. Si tratta di un lungo horror ambientato a Milano, stilisticamente vicino a Stephen King, che ottiene un buon successo critico, tra cui una recensione di Renato Barilli sul Corriere della Sera.
Successivamente Massaron pubblica due romanzi per ragazzi (Graffiti, per ADN Kronos, e Doppio Clic per la Walt Disney) e, sempre per Addictions, King of King, che mescola autobiografia e frammenti di racconti. Solo nel 2005 esce il secondo romanzo di Massaron, Ruggine (tradotto in Germania con il titolo Die Toten Kinder, Rowohlt, 2006), che ottiene un buon successo di pubblico da cui è stato tratto nel 2011 il film omonimo prodotto da Gianluca Arcopinto per la regia di Daniele Gaglianone e interpretato, tra gli altri, da Stefano Accorsi, Valerio Mastandrea, Filippo Timi e Valeria Solarino+

## Opere

### Romanzi
- 1991 - La prole immonda (scritto sotto lo pseudonimo di Steven H. Farmer), Edizioni Eden
- 1998 - Residui, Addictions
- 1998 - Graffiti, ADN Kronos
- 2005 - Ruggine, Einaudi

### Romanzi per ragazzi
- 1994 - Nel Regno di Aleynadh, De Agostini
- 2001 - DoppioClic, Walt Disney

### Saggi
- 1992 - Stephen King portatile, Polistampa

### Raccolte di racconti
- 1994 - Lezioni Notturne, Granata Press
- 2001 - King of Kings, Addictions

### Racconti in antologie con altri autori (parziale)
- L'ombra degli alberi, in "Nero Italiano - 27 Racconti Metropolitani", antologia a cura di Massimo Moscati, Arnoldo Mondadori Editore, 1990
- Quattro chiacchiere prima di ammazzarti, in appendice a Il Giallo Mondadori no.2439 del 29 ottobre 1995
- Il rumore, in "Gioventù Cannibale", antologia a cura di Daniele Brolli, Einaudi, 1996
- Quattro chiacchiere prima di ammazzarti, in "Città Violenta", Addictions,2000

### Traduzioni (parziale)
Massaron è conosciuto ai lettori italiani anche come traduttore dall'inglese britannico e statunitense. Qui di seguito riportiamo una lista abbreviata delle sue traduzioni, comprendente soltanto i romanzi. Per motivi di spazio e di interesse, dalla lista sono stati omessi gli oltre cento racconti brevi apparsi in antologie collettive o in raccolte tematiche.
- 1991
S.S. Van Dine, L'enigma dell'alfiere (The Bishop Murder Case), Garden Editoriale.
C.L. Moore & Henry Kuttner, L'ultima cittadella della terra (Earth's Last Citadel), Arnoldo Mondadori Editore.
- 1991 - Gardner F. Fox, Kyrik guerriero stregone (Kyrik, Warlock Warrior), Arnoldo Mondadori Editore.
- 1992
R.A. Salvatore, Le lande d'argento (Streams of Silver), Armenia Edizioni.
S.P. Somtow, La danza della luna (Moondance), Armenia Edizioni.
John Steakley, Vampiri SpA (Vampire$ Inc.), Armenia Edizioni.
Algis Budrys, Impatto mortale (Hard Landing), Armenia Edizioni.
- 1994
Robert J. King, Profonda notte (Heart of Midnight), Armenia Edizioni.
Christie Golden, Danza fatale (Dance of the Dead), Armenia Edizioni.
- 1995
Poul Anderson, Lo scudo del tempo (The Shield of Time), Arnoldo Mondadori Editore.
S.D. Perry, Timecop: Indagine dal futuro (Timecop), Sonzogno.
Leonore Fleischer,The Net: Intrappolata nella rete (The Net), Bompiani.
- 1996 - Evelyn Lau, Ho vissuto in un mondo di plastica con fiocchi color cocco (Runaway — Diary of a Street Kid), Marco Tropea.
- 1997
Jeffery Deaver, Il silenzio dei rapiti (A Maiden's Grave), Sonzogno.
Douglas Preston & Lincoln Child, Mount Dragon (Mount Dragon), Sonzogno.
Douglas Preston & Lincoln Child, Marea (Riptide), Sonzogno.
- 1998
James G. Ballard, Il mondo sommerso (The Drowned World), Baldini & Castoldi.
James Gabriel Berman, Il bastardo (Misbegotten), Baldini & Castoldi.
Jeffery Deaver, Il collezionista di ossa (The Bone Collector), Sonzogno.
Andrew Neiderman, Il lato oscuro (The Dark), Sonzogno.
Mark Joseph, Typhoon (Typhoon), Bompiani.
Michael Cordy, La stirpe del miracolo (The Miracle Strain), Rizzoli.
- 1999
Jeffery Deaver, Lo scheletro che balla (The Coffin Dancer), Sonzogno.
- 2000 - Jeffery Deaver, La lacrima del diavolo (The Devil's Teardrop), Sonzogno.
- 2001 - Joe R. Lansdale, Il mambo degli orsi (The Two-Bear Mambo), Einaudi.
- 2003
Jonathan Coe, Donna per caso (The Accidental Woman), Feltrinelli.
Janet Taylor Lisle, Elliot che disegnava il cielo (The Art of Keeping Cool), Buena Vista.
- 2004 - Adrian Fogelin, Cioccolato al latte (Crossing Jordan), Buena Vista.
- 2005
Katherine Hannigan, (tradotto con Chiara Belliti), Ida B… e i suoi piani per essere felice, evitare il disastro e (possibilmente) salvare il mondo (Ida B and Her Plans to Maximize Fun, Avoid Disaster and (Possibly) Save the World), Fabbri Editori
2005
Janet Taylor Lisle, Come sono diventato scrittore e mio fratello ha imparato a guidare (How I Became A Writer & Oggie Learned To Drive), Salani.
Dennis Lehane, (tradotto con Chiara Belliti), L'isola della paura (Shutter Island), Piemme
- 2007
Janet Evanovich, Bastardo numero uno (One for the Money), Salani.
Janet Evanovich, Two for the Dough - uscito in Italia con il titolo Due di troppo, Salani.
Michael Koryta, Sorrow's Anthem - uscito in Italia con il titolo Le oscure verità del passato, Kowalski.
- 2008 - Gemma Malley, La Dichiarazione (The Declaration), Salani.
- 2009
Peter James, Doppia Identità (Dead Man's Footsteps), Kowalski.
Cornell Woolrich, Stanotte da qualche parte a New York (Tonight Somewhere In New York), Kowalski.